# Ahmad Shuqayri
Ahmad al-Shuqayrī (Tabnin, 1º gennaio 1908 – Amman, 25 febbraio 1980) è stato un politico palestinese, primo presidente dell'OLP (Organizzazione per la Liberazione della Palestina).
Palestinese nato nel 1908 nel sud del Libano, nei pressi del villaggio di Tabnīn, Ahmad al-Shukayri (in arabo أحمد الشقيري ‎?) passò gran parte della sua infanzia e dell'adolescenza a Tulkarem, in Cisgiordania, ma studiò a Beirut, diventando avvocato.
Si trasferì a Gerusalemme e aderì alla formazione palestinese al-Istiqlāl (L'indipendenza). Nel 1963 divenne rappresentante del popolo palestinese all'interno della Lega Araba e nel 1964 fu nominato presidente dell'OLP, appena fondata.
Shuqayrī approvò la Carta Nazionale Palestinese, una sorta di Costituzione dell'OLP, che insisteva sulla necessità di distruggere lo Stato d'Israele che, per questo, venne definita più tardi "superata" da Yāser ʿArafāt, mentre ci si avviava alla sottoscrizione degli accordi di Oslo, poi falliti a causa dell'assassinio di Rabin) e successivamente dall'esplosione della Seconda Intifada.
Nel 1967 Ahmad al-Shuqayrī - che il pacifista israeliano Uri Avnerì ha definito "mercenario politico" per la sua contiguità ai regimi arabi dell'epoca - dovette abbandonare la presidenza dell'OLP e fu sostituito da Yāser ʿArafāt.

Morì nel 1980 ad Amman, nell'Hussein Medical Center.